# طريف (اسم)
طريف هو اسم علم مذكر من أصل عربي، ومعناه هو الغريب النادر من كل شيء المال الحديث لا الموروث ( التليد) الحديث الشريف في نسبه النادرة الحديث المستحسن، وطريف اسم أحد قواد طارق بن زياد، وهو الذي سبق طارقًا في نزوله الأندلس.

## الأصل اللغوي
1. طريف: (اسم)
  - طريف : فاعل من طَرُفَ
2. طَريف: (اسم)
  - الجمع : طُرْفٌ ، طُرَافٌ ، طِرَافٌ ، طَرَائِفُ
  - الطَّرِيفُ : عجيب، غريب، نادر
  - الطَّرِيفُ: الحديثُ المستحسَنُ
  - الطَّرِيفُ :المستفادُ من المال حديثًا، ويقابله التَّليدُ أَو التَّالِدُ والجمع : طُرُفٌ، وطِرَافٌ
  - اِكْتَسَبَ مَالاً طَرِيفاً : اِكْتَسَبَهُ حَدِيثاً

## شخصيات تحمل الاسم
- طريف الخالدي (مؤرخ فلسطيني، 24 يناير 1938 – )
- طريف المطغري ( – 744)
- طريف بن تميم
- طريف بن مالك (القرن 7 – )

## وصلات خارجية
- موسوعة السلطان قابوس لأسماء العرب نسخة محفوظة 5 أبريل 2019 على موقع واي باك مشين.